# Polsk konfirmation
I Polen reflekterades en polsk adelsman status genom dennes vapensköld och till vilken klan han tillhörde. Adeln var den härskande klassen i Polen med exklusiv rätt till fulla rättigheter och medborgarskap. Adelskapet gick vidare genom den manliga linjen (agnatisk succession), och vapenskölden var beviset för adelskapet. 
En vanlig regel i Polen var att en klan (zslachta) hade en vapensköld som delades (genom adoption) av de familjer som tillhörde den specifika klanen. När en klan blev uppdelad i separata familjer kom samtliga familjer att ha kvar sin ursprungliga vapensköld oförändrad.
I övriga Europa tillhörde en vapensköld en person eller en specifik familj. I Polen tillhörde en person eller familj en vapensköld för en viss klan. Vissa prominenta adelsfamiljer förde egna personliga vapensköldar (wlasny) och de erkändes som högreståndsadel. Det stora flertalet av de polska adelsfamiljerna, ibland flera hundra familjer, delade eller tillhörde en specifik klan/vapensköld.
I början följdes adoptionsreglerna (nobilitacja – the Royal grants of ennoblement). Institutionen beviljade adlade personer att föra redan existerande vapensköldar som användes av olika adlade klaner, varigenom adliga privilegier erhölls. Efter år 1633 godkände Seym (polska parlamentet) en lag som avskaffade adelskap genom adoption med tillhörande gamla klanens vapensköldar.
Mellan åren 1815 och 1863 etablerades ett mindre självstyrande polskt kungadöme under rysk kontroll. År 1836 etablerades Heroldia Królestwa Polskiego i Warszawa (Kungliga Heraldiska Institutionen). Institutet kom under denna tid att konfirmera 84 500 adelskap och adelstitlar.
Erhållandet av titlar som markis, greve, viscount och baron förlänades i huvudsak av utländska monarker, varefter adelsfamiljen sökte bekräftelse eller konfirmation på adelstitel.
Som en kuriositet kan nämnas att enligt Szymon Konarski förlänades bara sju polska adelsfamiljer inhemska polska adelstitlar. Konarski refererar också till att det bara finns ett enda tillfälle då en adelsfamilj tilldelats en polsk adelstitel. År 1568 erhöll adelsfamiljen Chodkiewics en grevetitel av kung Zygmynt II av Polen.